# Vujadin Popović
Pour les articles homonymes, voir Popović.
Vujadin Popović est un lieutenant-colonel de l'armée yougoslave. Son procès à La Haye débuta le 21 août 2006. Le 10 juin 2010, il fut reconnu coupable par le Tribunal pénal international pour l'ex-Yougoslavie de génocide, crimes contre l'humanité et violation des lois et coutumes de la guerre, en grande partie grâce au témoignage de Srecko Acimovic. Il fut condamné à la prison à vie. 
Son cas a été jugé en appel. Le 30 janvier 2015, la Chambre d'appel du TPIY rendit son jugement :a condamnation de Vujadin Popovic est confirmée pour génocide, crimes contre l'humanité et violation des lois et coutumes de la guerre.
Il s'est lui-même rendu au Tribunal,.